# Eudorylas expletirubus
Eudorylas expletirubus är en tvåvingeart som beskrevs av Morakote och Kôji Yano 1990. Eudorylas expletirubus ingår i släktet Eudorylas och familjen ögonflugor. Inga underarter finns listade i Catalogue of Life.